# Valerijan Žujo
Valerijan Žujo, bosansko-hercegovski pisatelj in leksikograf, * 2. julij 1948
Ukvarja se tudi z raziskovalnjem sarajevske zgodovine. Bil je tajnik predsedstva Društva pisateljev Bosne in Hercegovine (1981–1985) in urednik pri Radioteleviziji Bosne in Hercegovine. Od leta 1996 deluje kot poklicni pisatelj. 
Valerijan Žujo je med drugim avtor besedila balade Sve smo mogli mi, ki je proslavil Jadranko Stojaković, v slovenščini pa jo pod naslovom Midva bi lahko izvaja Tanja Ribič. 
1. ↑  Bibliografie dějin Českých zemí — 1905.